# جنبش عدالت‌خواه دانشجویی
جنبش عدالت‌خواه دانشجویی اتحادیه دانشجویی با رویکرد کلی عدالت‌خواهی، انتقاد و مطالبه‌گری از مسئولان و نهادها و توجه به مشکلات و معضلات سیاسی و اجتماعی ایران است.

## مانیفست
این جنبش خود را فراجناحی می‌داند و به تقسیم‌بندی‌های سیاسی و جناحی کشور اعتقادی نداشته و رفع مشکلات اجتماعی و کارآمدی نظام اسلامی را از اهداف خود می‌شمرد. جنبش عدالت‌خواه در موضوعات مختلف سیاسی، اجتماعی و بین‌المللی دارای فعالیت است. فقر، دفاع از مستضعفین و قشرها ضعیف، معضلات اجتماعی، فسادهای اداری و اقتصادی در ارکان حکومتی، حرکت‌های ضد امپریالیست و دفاع از نهضت‌های آزادی‌بخش و پایان اسراییل و مسائل و برنامه‌های اقتصادی از جمله سرفصل مواردی بوده که جنبش عدالت‌خواه به آن‌ها اهتمام داشته‌است. این تشکل الگوی خود را تفکر و منش خمینی و رهبر جمهوری اسلامی و اصول انقلاب اسلامی می‌داند و با این‌حال بنابر شاخصه‌هایی متمایز، مدعی جریانی نو در فضای دانشجویی و سیاسی است. انتقاداتی از سوی دو جریان سیاسی کشور و هم‌چنین جریان مستقل به جنبش عدالت‌خواه وارد می‌گردد. بسیاری از این انتقادات به عدم هم‌خوانی برخی ادعاها و عمل این اتحادیه برمی‌گردد.

## هسته اصلی

### دبیران کل قبلی
- محمد صادق شهبازی
- مرتضی فیروزآبادی
- مسعود براتی
- سید حسن موسوی فرد (فغان نوملی)
- مجتبی رییسی[۲]
- علی جعفری (فرشید)
- سلمان کدیور
- حسین شهبازی زاده
- محمدجعفر نژاد
- محمد جواد معتمدی نژاد
- محمد حسین صبوری[۳]
- دانیال یادگاری
- علی اسکندری[۴]
- محمد اسکندری
- محمدصالح ترکمان
- امیرحسین سیدرحیم زاده
- محمدرضا مریمی[۵]

#### احکام قضایی برای برخی اعضا
حسین شهبازی زاده، سلمان کدیور، هادی مسعودی، مصطفی پورخسروانی به دلیل انتقاد به قوه قضاییه و انتقاد به اسدالله ایمانی امام جمعه شیراز به دادگاه فراخوانده شده و به ممنوعیت از فعالیت سیاسی و حبس تعلیقی محکوم شدند.

#### استیضاح برخی اعضا
۱۸ بهمن ۹۸، شورای مرکزی اتحادیه جنبش عدالتخواه دانشجویی که متشکل از ادوار این اتحادیه است، برخی از اعضای این اتحادیه را به دلیل ناکار آمدی و مغایرت با افکار ولایت فقیه استیضاح و برکنار کردند.

### وحید اشتری
وحید اشتری، عضو «جنبش عدالتخواه» و افشاگر «سیسمونی گیت»، بخاطر افشای سفر خانواده محمدباقر قالیباف، رئیس مجلس شورای اسلامی به ترکیه و خیریه حسین طائب (رئیس سابق اطلاعات سپاه) و مطالب مرتبط با ⁧هولدینگ یاس⁩، به دو سال حبس تعزیری ‏و ممنوعیت از هرگونه فعالیت در فضای مجازی، شبکه‌های اجتماعی، رسانه‌های مکتوب و سخنرانی محکوم شد.

## فعالیت‌ها

### تحصن وزارت علوم
در اسفند ۸۶ و در اعتراض به فضای بسته دانشگاه‌ها و محدودیت‌های انجام گرفته در مورد فعالان و تشکل‌های مربوط به جنبش، تجمعی روبروی وزارت علوم صورت گرفت. در نتیجه عدم پاسخگوئی مسئولان مربوطه و اتفاقات حین تجمع، دانشجویان به زور وارد وزارت شده و تحصنشان را شروع کردند. این رویداد که به تسخیر یک شبه وزارت علوم توسط دانشجویان انجامید در ادامه به تحصن مقابل نهاد ریاست جمهوری منجر شد. در نهایت با دیدار چند ساعته با هاشمی ثمره، مشاور ارشد رئیس‌جمهور و دیدار کوتاه با رئیس‌جمهور تحصن به پایان رسید.

### تحصن در رابطه با دانشجویان پولی
این تحصن در اعتراض به پذیرش دانشجویان پولی در دانشگاه‌های دولتی، از دانشگاه صنعتی اصفهان آغاز گردید. پس از حدود یک هفته به مجلس شورای اسلامی کشیده شد که با همراهی دانشجویان دانشگاه‌های مختلف همراه بود. در نهایت موجب لغو پذیرش دانشجوی پولی در غالب رشته‌های دانشگاه صنعتی اصفهان و برخی دانشگاه‌های دیگر شد.

### کارتن خوابی در آذر سال ۸۳
در اعتراض به مرگ بیش از ۴۰ کارتن خواب در آذرماه سال ۸۳ شروع به کارتن خوابی در مقابل نهادهای متخلف حاکمیت کردند. جمعی از تشکل‌های دانشجویی دانشگاه‌های شرق کشور نیز در حمایت از حرکت جنبش عدالتخواه دانشجویی برای ساماندهی خیابان خواب‌ها در بیانیه‌ای اعلام داشتند بسیج دانشجویی دانشگاه بیرجند، بسیج دانشجویی دانشگاه آزاد بیرجند، بسیج دانشجویی پیام نور قائن، بسیج دانشجویی دانشگاه آزاد قائن، بسیج دانشجویی دانشگاه پیام نور فریمان، بسیج دانشجویی دانشگاه پیام نور تربت حیدریه، بسیج دانشجویی دانشگاه آزاد تربت حیدریه، بسیج دانشجویی دانشگاه پیام نور مشهد، کانون قرآن و عترت دانشگاه بیرجند و کانون قرآن پیام نور قائن و کانون قرآن و عترت دانشگاه صنعتی شاهرود امضا کنندگان این بیانیه هستند.

### سفر به کنفرانس آب و هوا در بولیوی
در سال ۱۳۸۹ محمدصالح مفتاح، سید علی موسوی و فاطمه دلاوری پاریزی به نمایندگی از این تشکل به کنفرانس تغییرات آب و هوا و حقوق مادر زمین بولیوی رفتند.

### تعیین جایزه برای قتل مقامات اسرائیل
در مراسمی با عنوان «قصاص جالوت» یا «مراسم تعیین جایزه برای اعدام انقلابی طراحان تروریسم دولتی» که از طرف جنبش عدالت‌خواه دانشجویی و برخی گروه‌ها و سازمانهای مردمی، از جمله ستاد پاسداشت شهدای نهضت جهانی اسلام در اسفند ۸۶ برگزار شد، اعلام شد که ۴۰۰ هزار دلار برای قصاص ایهود باراک (وزیر جنگ اسرائیل)، ۳۰۰ هزار دلار برای قصاص مئیر دوگان (رئیس موساد) و ۳۰۰ هزار دلار دیگر برای قصاص آموس دیالین (فرمانده اطلاعات نظامی ارتش اسرائیل) به عنوان جایزه در نظر گرفته شده‌است.

### نامه به خامنه‌ای
مجمع دانشجویان عدالتخواه دانشگاه تهران با نامه‌ای از خامنه‌ای درخواست حضور در دانشگاه را کرد. بعد از این نامه بود که مجمع دانشجویان عدالتخواه دانشگاه‌های شیراز هم با نامه‌ای چند سؤال را از خامنه‌ای کرد. که با واکنش اتحادیه مواجه شد و خواستار حذف این مجمع شدند.